# Pseudocheirus occidentalis
Pseudocheirus occidentalis är ett pungdjur i familjen ringsvanspungråttor som förekommer i sydvästra Australien. Populationen infogades en längre tid i vanlig pungekorre (Pseudocheirus peregrinus) och sedan 2014 godkänns den åter som art.

## Utseende
Honor är med en kroppslängd (huvud och bål) av cirka 40 cm, en lika lång svans och en vikt av 1100 g större än hannar. Exemplar av hankön är 30 cm långa (huvud och bål) med en lika lång svans samt med en vikt av 900 g. På ovansidan förekommer gråaktig päls som allmänt är mörkare än hos vanlig pungekorre. Undersidan är täckt av krämfärgad päls.

## Utbredning
Arten förekommer nära kusten i delstaten Western Australia. Sedan upptäckten minskade utbredningsområdet med cirka 80 procent. Habitatet utgörs av mindre eller större trädgrupper.

## Ekologi
Enligt en beskrivning av den australiska zoologen Ellis Le Geyt Troughton från 1941 vilar arten ofta i jordhålor. I nyare avhandlingar framhölls att Pseudocheirus occidentalis undviker marken, kanske som en anpassning till människor och införda fiender som rödräven. I områden där arten fortfarande är ostörd kan den vila mellan buskar. Annars vilar den i trädens håligheter eller under avlägsna byggnadernas tak.
Födan utgörs främst av blad och ibland av blommor från trädgårdar. Liksom hardjur är Pseudocheirus occidentalis koprofag. Så utnyttjas näringsämnena i bladen bättre.
Honor kan para sig under alla årstider. Per kull föds en unge eller sällan tvillingar. Ungen blir efter ett år könsmogen. Uppskattningsvis är livslängden i naturen 3 till 6 år. Exemplar i fångenskap levde upp till 10 år.

## Status
Individerna faller offer för rävar samt katter och de dödas vid bränder. Dessutom minskar artens habitat. IUCN listar Pseudocheirus occidentalis som akut hotad (CR). För att skydda beståndet blev djuret åter introducerat i olika skyddsområden.